# Dardanien

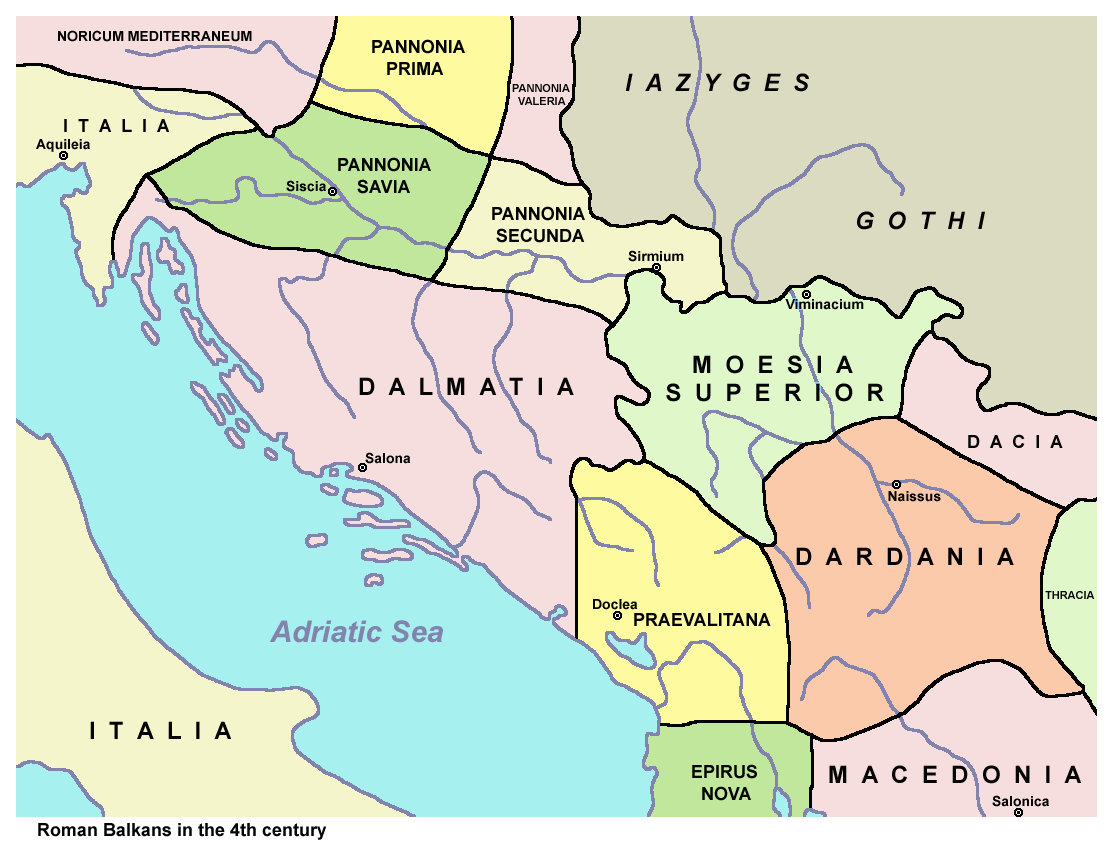
Dardanien på en karta över Balkan

Dardanien var under antiken ett område på Balkan, ungefär motsvarande dagens Kosovo med omnejd. Namnet kommer av folket dardaner och sägs komma ifrån det illyriska/albanska ordet dardhë, med betydelsen päron på svenska.
Under det första århundradet f.Kr. gjorde romerska trupper upprepade räder in i området och år 6 e.Kr. blev Dardanien en del i den nyetablerade romerska provinsen Moesia, senare Moesia Superior. År 284 e.Kr. blev Dardanien en romersk provins med namnet Dardania inom förvaltningsområdet Dioecesis Moesiae. 